# Hug de Tolosa
Hug de Tolosa fou un possible comte de Tolosa i Nimes, que Settipani situa entre 961 i 978. Hauria exercit entre vers 961 i vers 972.
Settipani estableix dos possibles fills de Ramon (IV) de Tolosa, i considera a Hug el gran. No obstant aquest Hug podria ser el comte Hug I de Roergue, net de Ramon II de Roergue, que al seu testament del 961 esmenta al seu net Hug i un germà d'aquest de nom Ramon ("Ugoni nepoti meo…Raymundo fratre suo", "el meu net Hug i el seu germà Ramon"). Settipani suposa que seria el "Ugoni comiti nepoti meo…" (el meu net el comte Hug) del testament de Garsenda de Gascunya, vídua de Ramon III Ponç I i com que l'esmenta abans que Ramon suposa que era el fill gran o almenys el fill més gran viu. Si al testament, datat el 972, esmenta a Hug com a comte, voldria dir que ho era en aquella data, però hauria mort poc després sense fills o s'hauria retirat a la vida monàstica, deixant pas al seu germà Ramon (V) de Tolosa, que hauria estat comte de Tolosa vers 972-978.
La Fundació per la Genealogia Medieval considera fins a quatre fills, sent Hug el segon. Així esmenta com a fill gran a Ramon (+ "in Garazo" vers 972/979, comte de Tolosa 
- Hug de Tolosa (+ en una cacera em data desconeguda vers 1000), bisbe.[4]